# Kingston (Míchigan)
Kingston es una villa ubicada en el condado de Tuscola en el estado estadounidense de Míchigan. En el Censo de 2010 tenía una población de 440 habitantes y una densidad poblacional de 166,72 personas por km².

## Geografía
Kingston se encuentra ubicada en las coordenadas 43°24′46″N 83°11′11″O / 43.41278, -83.18639. Según la Oficina del Censo de los Estados Unidos, Kingston tiene una superficie total de 2.64 km², de la cual 2.64 km² corresponden a tierra firme y (0%) 0 km² es agua.

## Demografía
Según el censo de 2010, había 440 personas residiendo en Kingston. La densidad de población era de 166,72 hab./km². De los 440 habitantes, Kingston estaba compuesto por el 96.14% blancos, el 0.45% eran afroamericanos, el 0.68% eran amerindios, el 0% eran asiáticos, el 0% eran isleños del Pacífico, el 0.68% eran de otras razas y el 2.05% pertenecían a dos o más razas. Del total de la población el 3.64% eran hispanos o latinos de cualquier raza.